# Coelorinchus tokiensis
Coelorinchus tokiensis es una especie de pez de la familia Macrouridae en el orden de los Gadiformes.

## Morfología
• Los machos pueden llegar alcanzar los 56 cm de longitud total.

## Hábitat
Es un pez bentopelágico y de aguas  templadas.

## Distribución geográfica
Se encuentra al noroeste del Pacífico.